# レオ・マッカーン
レオ・マッカーン（Leo McKern, 本名：Reginald McKern、1920年3月16日 - 2002年7月23日）は、オーストラリア・シドニー出身の俳優。
1946年に渡英し、オールド・ヴィック・シアターやロイヤル・シェイクスピア・カンパニーの劇場で舞台に立つ。
1968年、『栄光の座』でナショナル・ボード・オブ・レビュー賞 助演男優賞を受賞した。

## 主な出演作品
- 怪獣ウラン X the Unknown (1956)
- 非情の時 Time Without Pity (1956)
- 二都物語 A Tale of Two Cities (1957)
- ピーター・セラーズのマ☆ウ☆ス The Mouse That Roared (1959)
- スペインの休日 Scent of Mystery (1960)
- 地獄のガイドブック Hot Enough for June (1964)
- 銃殺 King and Country (1964)
- モール・フランダースの愛の冒険 The Amorous Adventures of Moll Flanders (1965)
- ヘルプ!4人はアイドル Help! (1965)
- わが命つきるとも A Man for All Seasons (1966)
- プリズナーNo.6 The Prisoner (1967) テレビドラマ
- 情報局K Assignment K (1968)
- 群衆の中の殺し屋 Nobody Runs Forever (1968)
- 栄光の座 The Shoes of the Fisherman (1968)
- ライアンの娘 Ryan's Daughter (1970)
- 裂けた鉤十字 ローマの最も長い一日 Rappresaglia / Massacre in Rome (1973)
- 新シャーロック・ホームズ おかしな弟の大冒険 The Adventure of Sherlock Holmes' Smarter Brother (1975)
- スペース1999 Space:1999 (1976) テレビドラマ
- オーメン The Omen (1976)
- キャンドルシュー/セント・エドモンドの秘宝 Candleshoe (1977)
- オーメン2/ダミアン Damien: Omen II (1978)
- 青い珊瑚礁 Blue Lagoon (1980)
- フランス軍中尉の女 The French Lieutenant's Woman (1981)
- スパイ・エース Reilly: Ace of Spies (1983) テレビミニシリーズ
- リア王 (1983年のテレビ映画)（英語版） King Lear (1983) テレビミニシリーズ
- レディホーク Ladyhawke (1985)
- ミス・マープル/魔術の殺人 Murder with Mirrors (1985) テレビ映画
- ノルマンディーの黄昏 A Foreign Field (1993) テレビ映画